# Orgreave (Yorkshire du Sud)
Pour les articles homonymes, voir Orgreave.
Orgreave est un village et une paroisse civile du Yorkshire du Sud, en Angleterre.